# Тютеев, Александр Кафисович
Алекса́ндр Ка́фисович Тюте́ев (8 января 1912, Исенбаево, Исенбаевская волость, Сарапульский уезд, Вятская губерния, Российская империя ― 16 марта 2001, Ульяновск, Россия) ― советский военный врач и врач-офтальмолог. Врач-окулист Новоторъяльской районной больницы Марийской АССР (1938―1939, 1946―1976). Заслуженный врач Марийской АССР (1963). Кавалер ордена Ленина (1976). Участник Советско-финляндской войны и Великой Отечественной войны.

## Биография
Родился 8 января 1912 года в деревне Исенбаево ныне Агрызского района Татарстана.
В 1937 году окончил Горьковский медицинский институт, в 1938 году ― курсы специализации по глазным болезням при этом институте.
В 1938―1939 и 1946―1976 годах ― врач-окулист Новоторъяльской районной больницы Марийской АССР. Под его руководством в республике шла борьба с трахомой, которая была ликвидирована в 1966 году.
В ноябре 1939 года призван в РККА: до 1940 года ― участник Советско-финляндской войны. С 1941 года ― старший полковой врач 118 кавалерийского полка 23 кавалерийской дивизии в Закавказском военном округе (Иран), майор медицинской службы. Демобилизовался с военно-медицинской службы в мае 1946 года. Награждён орденом Отечественной войны II степени и медалями. 
В 1963 году ему было присвоено почётное звание «Заслуженный врач Марийской АССР». Награждён орденом Ленина и медалями, а также Почётной грамотой Президиума Верховного Совета Марийской АССР.
Скончался 16 марта 2001 года в Ульяновске.

## Звания и награды
- Заслуженный врач Марийской АССР (15 июля 1963)[1][2] ― за заслуги в области здравоохранения и высокое профессиональное мастерство[4]
- Орден Ленина (1976)[1][2]
- Орден Отечественной войны II степени (1985)[5]
- Медаль «За победу над Германией в Великой Отечественной войне 1941—1945 гг.» (09.05.1945)[5]
- Медаль «За доблестный труд. В ознаменование 100-летия со дня рождения Владимира Ильича Ленина» (1970)[1][2]
- Почётная грамота Президиума Верховного Совета Марийской АССР (1960)[1][2]

## Память
Некоторые фотодокументы из личного архива заслуженного врача Марийской АССР А. К. Тютеева ныне хранятся в Новоторъяльском районном краеведческом музее Марий Эл. 